# Scirpus georgianus
Scirpus georgianus là loài thực vật có hoa trong họ Cói. Loài này được R.M.Harper miêu tả khoa học đầu tiên năm 1900.